# Аязбаев, Габден Утегенович
Габден Утегенович Аязбаев (18 марта 1899, аул № 8, Камыш-Самарский уезд, Букеевская Орда, Астраханская губерния, Российская империя — 4 июня 1969, Эмба, Актюбинская область, Казахская ССР) — казахский советский хозяйственный деятель, директор овцеводческого совхоза «Джурунский» Министерства совхозов СССР, Темирский район, Актюбинская область, Казахская ССР. Герой Социалистического Труда (1949).

## Биография
Родился в 1899 году в семье животновода в ауле № 8 Камыш-Самарского уезда Букеевской Орды. Окончил неполную среднюю школу. С 1916 по 1918 года обучался в Ново-Казахском двухклассном училище, после которого работал военным агитатором Киргизского революционного совета по Управлению Киргизским краем. С января 1920 года — секретарь исполкома Турдугульского волостного Совета рабочих, солдатских и крестьянских депутатом Камыш-Самарского уезда Букеевской губернии.
С января 1923 по сентябрь 1924 — учитель аульной школы. В последующие годы: заведующий подотделом финансового контроля Букеевского уездного финансового отдела в селе Урда (сентябрь 1924—1925), студент краевых финансовых курсов в Оренбурге (1925), заведующий подотделом госфинконтроля Уральского округа в Уральске (сентябрь 1928 — март 1930), председатель райплана, заместитель Таловского райисполкома (март 1930 — март 1932), заместитель директора овцесовхоза № 2, затем — совхоза № 5 Актюбинской области (март 1932 — декабрь 1934), директор Темирского овцесовхоза № 3 (декабрь 1934 — ноябрь 1936), экономист Джурунского райплана Актюбинской области (ноябрь 1936 — декабрь 1939), заведующий общим отделом Джурунского райисполкома (декабрь 1939 — апрель 1940), заместитель директора Копинского совхоза в посёлке Копа Новороссийского района (март 1941 — март 1942).
В марте 1942 года призван в Красную Армию по мобилизации. Участвовал в Великой Отечественной войны. Воевал парторгом дивизиона в составе миномётной батареи. Сражался при обороне Сталинграда, на 2-м Украинском, 1-м Украинском фронтах. В конце войны — парторг 4-й батареи 2-го дивизиона 163-й отдельной гаубичной артиллерийской бригады большой мощности в звании сержанта.
После демобилизации в сентябре 1945 года возвратился в Актюбинскую область, где был назначен директором совхоза «Джурунский». За короткие период вывел совхоз в число передовых сельскохозяйственных предприятий Актюбинской области. В 1948 году в совхозе было выращено 135 жеребят от 135 кобыл. Указом Президиума Верховного Совета СССР от 3 декабря 1949 года удостоен звания Героя Социалистического Труда за «получение высокой продуктивности животноводства в 1948 года при выполнении совхозами плана сдачи государству продуктов животноводства и полеводства и выполнении государственного плана развития животноводства по всем видам скота» с вручением ордена Ленина и золотой медали «Серп и Молот» (№ 4956).
Этим же указом званием Героя Социалистического Труда были награждены труженики совхоза старшие табунщики Балым Бримова и Ершуак Кулов.
С 1950 года — член пленума Джурунского райкома Компартии Казахстана.
В последующем обучался на годичных курсах директоров совхозов в Алма-Ате, которые окончил в ноябре 1951 года. В августе 1954 года оставил руководство совхозом «Джурунский» по состоянию здоровья. С ноября 1954 года — зоотехник фермы № 1 в этом же совхозе. С января 1956 по апрель 1958 года — заведующий агентством Кумжарганского агентства связи в посёлке Новая База.
После выхода на пенсию проживал в городе Эмба Мугалжарского района. С 1957 года — персональный пенсионер республиканского значения, с 1968 года — персональный пенсионер союзного значения. Умер в июне 1969 года. Похоронен на кладбище совхоза «Джурунский».
Память
Его именем названа улица в посёлке Бирлик (бывшая Новая База) Мугалжарского района.
Награды
- Герой Социалистического Труда
- Орден Ленина
- Орден Красной Звезды (02.05.1945)
- Орден «Знак Почёта» (28.10.1967)
- Медаль «За оборону Сталинграда» (22.12.1942)
- Медаль «За взятие Берлина» (09.06.1945)
- Медаль «За доблестный труд в Великой Отечественной войне 1941—1945 гг.» (09.05.1945)